# Rivesaltes
Rivesaltes (på Catalansk: Ribesaltes) er en by og kommune i departementet Pyrénées-Orientales i Sydfrankrig.
Rivesaltes er også hovedby i et kanton af samme navn.
Byen er kendt for dessertvinene Rivesaltes og Muscat de Rivesaltes.

## Geografi
Rivesaltes ligger ved floden Agly 10 km nord for Perpignan og 10 km fra Middelhavet. Nærmeste byer er mod vest Espira-de-l'Agly (3 km), mod sydvest Peyrestortes (3 km) og mod sydøst Pia (5 km).

## Historie
Byens navn kommer af det latinske Ripis Altis, som betyder høje flodbanker.
I 923 nævnes Rivesaltes og dens to kirker Sainte-Marie og Saint-André i et dokument, hvor en Landric giver byen i arv til abbediet i Lagrasse. Byen hørte til Lagrasse helt til den franske revolution.

## Demografi

### Udvikling i folketal
| 1793 | 1800 | 1806 | 1821 | 1831 | 1836 | 1841 | 1846 | 1851 |
| ---- | ---- | ---- | ---- | ---- | ---- | ---- | ---- | ---- |
| 1818 | 2011 | 2530 | 2873 | 3208 | 3400 | 3446 | 3737 | 3839 |

| 1856 | 1861 | 1866 | 1872 | 1876 | 1881 | 1886 | 1891 | 1896 |
| ---- | ---- | ---- | ---- | ---- | ---- | ---- | ---- | ---- |
| 4276 | 4821 | 5218 | 5517 | 6329 | 6980 | 6235 | 6016 | 6010 |

| 1901 | 1906 | 1911 | 1921 | 1926 | 1931 | 1936 | 1946 | 1954 |
| ---- | ---- | ---- | ---- | ---- | ---- | ---- | ---- | ---- |
| 5788 | 5607 | 5714 | 5214 | 5103 | 5068 | 5009 | 5469 | 5860 |

| 1962                                                              | 1968 | 1975 | 1982 | 1990 | 1999 | 2006 | 2010 | 2017 |
| ----------------------------------------------------------------- | ---- | ---- | ---- | ---- | ---- | ---- | ---- | ---- |
| 5910                                                              | 6442 | 6589 | 6781 | 7110 | 7940 | 8610 | 8169 | 8610 |
| Tal fra og med 1962 er uden dobbelttælling (sans doubles comptes) |      |      |      |      |      |      |      |      |